# Podlapača
Podlapača falu Horvátországban, Lika-Zengg megyében. Közigazgatásilag Udbinához tartozik. Területét és lakosságának számát tekintve a község második legnagyobb települése. Plébániatemploma, alapiskolája, helyi választmánya van, melynek illetékessége kiterjed néhány közeli kisebb településre is, lényegében felöleli Udbina község egész nyugati részét. Ebben a térségben a horvátok abszolút többségben vannak. Podlapačáról származik a neves horvát író és költő Dragutin Tadijanović, valamint Mark Begich amerikai szenátor.

## Fekvése
Gospićtól légvonalban 25 km-re, közúton 45 km-re északkeletre, községközpontjától légvonalban 12 km-re, közúton 19 km-re északnyugatra, a Korbavamező nyugati szélén, a Likai-középhegység lábánál fekszik. A települést hegyek veszik körül. Nyugaton a 955 méter magas Orlovica és a 971 méteres Gradina, míg keleten kisebb magaslatok találhatók, a Mesić-glava, a mala és a velika, a domináns 948 méteres Dekan heggyel, melynek lábánál a falu temetője található.

## Története
A történelem folyamán a falut nyugatról határoló Orlovicát Lapacnak nevezték, ezért az alatta fekvő település a Podlapac (jelentése magyarul Lapacalja) nevet kapta. A települést Podlapčec néven akkor említik először, amikor 1509-ben birtokosa Ivan Karlović (Karlovics János) korbavai gróf nővérével Jelenával és annak férjével Zrínyi III. Miklóssal, a szigetvári hős apjával örökösödési szerződést köt. Az okiratból kiderül, hogy Karlovićnak ekkor 22 vára van, melyek közül Korbava területén Komić, Udvina (Udbina) és Podlapčec található. A szerződés szerint amennyiben Karlović fiú utód nélkül halna meg várai Zrínyi Miklósra és feleségére szállnak.
A török 1527-ben foglalta el a várat és egészen 1689-ig birtokolta. Ezt követően Modrus vidékéről horvát családok települtek ide. Az első betelepülők között megemlítik a Blažan, Dasović, Fumić, Holjevac, Javor, Sertić, Udorović és Vuković családokat. A településnek már 1700-ban önálló káplánja volt, mely templom meglétét feltételezi, amely azonban valószínűleg még fából épült. Plébániáját 1702-ben alapították. 1718-ra felépült a település Szent György tiszteletére szentelt új plébániatemploma, majd 1747-ben tornyot is építettek hozzá. Anyakönyveit 1754-től vezették. A templom búcsúünnepén vásárt is tartottak, melyre a környező plébániákról, de még Boszniából is jöttek látogatók. A katonai határőrvidék idejében Podlapac századparancsnokság székhelye volt. 1779-ben kétosztályos triviális iskola nyílt a településen, melybe 1802-ben 25 gyermek járt. 1834-ben 100 házat és 1295 lakost számláltak a településen, ami házanként csaknem 13 személyt jelent. 1872-ben megalakult Podlapac község, bár a falu nevét még Podlapača alakban írták. 1903-ban a falu nevét hivatalosan is Podlapacra helyesbítették, de a II. világháborút követően újra visszakapta eredeti névalakját.
A falunak 1857-ben 1126, 1910-ben 929 lakosa volt. A trianoni békeszerződés előtt Lika-Korbava vármegye Udbinai járásához tartozott. Ezt követően előbb a Szerb-Horvát-Szlovén Királyság, majd Jugoszlávia része lett. Ez a lakosság elszegényedésének időszaka, amikor sokan jártak idénymunkákra Szlavóniába, Szlovéniába, Boszniába és Szerbiába, de sokan vándoroltak ki Amerikába is. A lakosság fő megélhetési forrása a földművelés és az állattartás volt. A termékeny Podlapačai-mező mindig ellátta őket elegendő élelemmel, a termények és állatok eladásából pedig pénzhez is jutottak. 1941-ben a háború kezdetekor Podlapac község összesen 2100 lakossal, két iskolával, négy üzlettel, malommal és postával rendelkezett. 
Podlapacot 1943. február 22-én foglalták el a partizánok. A lakosság nagyrészt Gospićra menekült és 1945-ben csak kis részük tért vissza. A visszatérők a falut teljesen lerombolva találták, a magas gaztengerből csak néhány üszkös falcsonk állt ki. A falu háborús vesztesége 181 lélek, a teljes lakosság 8,6 százaléka volt. A lakosság száma a háború előtt megközelítette az ezret, ebből 1948-ra alig négyszáz maradt. 
A háború után a kommunista hatóságok megszüntették az önálló Podlapac községet, területét az akkori Titova Korenicához csatolták. Az így kialakított község pravoszláv szerb többségű lett. A hatóságnak ez az eljárása ellehetetlenítette a horvát etnikum fejlődését, melynek sorsa más kezében volt. Megfosztotta őket minden segítségtől és háborús kárpótlástól. A háború során leégett házaikat nem tudták újjáépíteni, sokan tetőt építettek a megmaradt pincék fölé és abban laktak. Víz, áram, piac, szociális ellátás és minden segítség nélkül lényegében nomád életre kényszerültek. Templom és pap hiányában megszűnt a hitélet is, az emberek csak temetéskor gyűltek össze imádkozni. 
Az élet némileg csak az 1960-as évekre normalizálódott, amikor a háborúban megsérült templomot és plébániaházat is helyreállították. Pećo Butković tiszteletes személyében pap is érkezett a településre. Munkalehetőség továbbra is kevés akadt, ezért amint az lehetséges volt a fiatalok közül sokan távoztak Svájcba, Németország, Ausztráliába. 1991-ben lakosainak 97 százaléka horvát nemzetiségű volt. Ebben az évben kezdődött el a települést ért terrorhullám, melyre a hatóságok nem reagáltak. Novemberben a környező falvakból aknavetővel lőtték a települést. Egymás után gyújtották fel a házakat. Az első gyilkosság után a lakosság nagy része a környék rejtett ösvényein át elmenekült, a faluban csak mintegy százötven ember maradt. 1992 júniusában az UNPROFOR cseh egysége érkezett a faluba, hogy a horvátokat megvédje, de feladatát nem tudta sikeresen végrehajtani, mert 9 embert a saját házában öltek meg a szerb szabadcsapatok. Rajtuk kívül még 12-en haltak meg az átélt stressz és szenvedések következtében. A falunak 2011-ben 74 lakosa volt.

## Lakosság
| Lakosság változása | Lakosság változása | Lakosság változása | Lakosság változása | Lakosság változása | Lakosság változása | Lakosság változása | Lakosság változása | Lakosság változása | Lakosság változása | Lakosság változása | Lakosság változása | Lakosság változása | Lakosság változása | Lakosság változása | Lakosság változása | Lakosság változása |
| ------------------ | ------------------ | ------------------ | ------------------ | ------------------ | ------------------ | ------------------ | ------------------ | ------------------ | ------------------ | ------------------ | ------------------ | ------------------ | ------------------ | ------------------ | ------------------ | ------------------ |
| 1857               | 1869               | 1880               | 1890               | 1900               | 1910               | 1921               | 1931               | 1948               | 1953               | 1961               | 1971               | 1981               | 1991               | 2001               | 2011               | 2021               |
| 1.126              | 1.831              | 1.478              | 964                | 1.053              | 929                | 868                | 836                | 398                | 473                | 466                | 385                | 252                | 205                | 102                | 74                 | 55                 |

## Nevezetességei
- A falu feletti 971 méter magas Gradina nevű hegyen állnak Podlapac várának maradványai. A várat a feltételezések szerint a Gusić nemzetség építtette. 1509-ben Ivan Kalović korbavai gróf a birtokosa, majd 1527-ben elfoglalta a török és itteni uralmuk végéig 1689-ig török őrség volt benne. Későbbi sorsa ismeretlen, feltehetően jelentőségét elveszítve elhagyták és azóta rom. A vár nyújtott ellipszis alaprajzú. Központi része a mintegy 9 méter átmérőjű félkör alakú torony volt, melyet az északi falhoz építettek. A torony falai ma mintegy másfél méter magasan állnak. A keleti oldalon egy négyzet alaprajzú torony is volt, míg a nyugati oldalon még egy félköríves fal állt, mely a könnyebben megközelíthető nyugati oldalról nyújtott védelmet.

- Szent György tiszteletére szentelt plébániatemplomát[6] 1718-ban építették gótikus – barokk stílusban a korábbi templom helyén. Tornya 1747-ben épült. Egyhajós épület, sokszögletű apszissal és az apszis hátulján kialakított sekrestyével. A főhomlokzat faltömegéből kissé kiemelkedik a harangtorony. A templom szabályos kövekből épült, a tető bádog, a templom asztalos munkái teljesen fából készültek. A templom belsejét 1930-ban egy podlapacai születésű festő, Mirko Sertić festette ki teljes egészében az Ó- és Újszövetség jeleneteivel, reneszánsz stílusban. A falfestményt Perica Ivušić restaurátor restaurálta 1988-ban.